# Franck-Yves Bambock
Franck-Yves Bambock (né le 7 avril 1995 à Douala) est un footballeur français qui évolue au poste de milieu défensif au FC Gareji en prêt de l'AEL Limassol.

## Biographie

### Débuts et formation au Paris-Saint Germain
Né au Cameroun, Franck-Yves arrive en France assez jeune et commence le football à Antony Sport à l'âge de 9 ans. 4 ans plus tard il rejoint le Paris Saint-Germain après avoir été repéré lors d'un match contre l'une de leurs équipes de jeunes . 
En 2010, aux côtés de Mike Maignan, il remporte la Coupe nationale des Ligues U15 avec la Ligue de Paris-Île-de-France.
En 2011, il est champion de France U17 aux côtés d'Adrien Rabiot, d'Hervin Ongenda ou encore de Jordan Ikoko.
Il rejoint l'équipe réserve du PSG en 2013 et participe à près de 50 matchs du Championnat de France amateur. Le 2 août 2014, il est convoqué par Laurent Blanc pour le Trophée des Champions face à l'EA Guingamp mais il n'entre pas en jeu.

### Premiers pas professionnels en Espagne
Le 16 juillet 2015, Franck-Yves quitte le Paris Saint-Germain et signe un contrat de deux aux au SD Huesca.
Il fait ses débuts professionnels le 22 août en entrant en jeu lors d'une défaite contre le Deportivo Alavés. Lors de cette première saison il dispute 31 matchs de championnat et 2 matchs de coupe sous ses nouvelles couleurs.
Le 12 juillet 2017, Bamock a signé un contrat d'un an avec le Sparta Rotterdam d'Eredivisie.

## Statistiques
| Saison                | Club                  | Championnat           | Championnat | Championnat | Championnat | Coupe(s) nationale(s) | Coupe(s) nationale(s) | Coupe(s) nationale(s) | Total | Total | Total |
| Saison                | Club                  | Division              | M.          | B.          | P.d.        | M.                    | B.                    | P.d.                  | M.    | B.    | P.d.  |
| 2015-2016             | SD Huesca             | Liga Adelante         | 31          | 0           | 0           | 2                     | 0                     | 0                     | 33    | 0     | 0     |
| 2016-2017             | SD Huesca             | LaLiga 2              | 16          | 0           | 1           | 3                     | 0                     | 0                     | 19    | 0     | 1     |
| 2017-2018             | Sparta Rotterdam      | Eredivisie            | 1           | 0           | 0           | -                     | -                     | -                     | 1     | 0     | 0     |
| 2017-2018             | Cordoue CF B          | Segunda División B    | 2           | 0           | 0           | -                     | -                     | -                     | 2     | 0     | 0     |
| 2018-2019             | Cordoue CF            | LaLiga 2              | 7           | 1           | 0           | 3                     | 0                     | 0                     | 10    | 1     | 0     |
| Total sur la carrière | Total sur la carrière | Total sur la carrière | 57          | 1           | 1           | 8                     | 0                     | 0                     | 65    | 1     | 1     |

## Palmarès
Après avoir été champion de France des moins de 17 ans avec l'équipe junior du Paris Saint-Germain, il est sur le banc lors de la finale de Coupe de la Ligue remporté par le PSG en 2015.